# Targiniq
Targiniq är ett läkemedel som innehåller både oxikodon och naloxon. Det används vid olika smärttillstånd som oxikodon är godkänt för. Dessutom är Targiniq den enda opioid som är godkänd även för att behandla Willis–Ekboms sjukdom, även kallad restless legs, där behandling med dopaminagonister inte är tillräcklig eller om biverkningarna är för påtagliga. Eftersom läkemedlet även innehåller naloxon förhindras opioidinducerad förstoppning.

Förenklad strukturformel av oxikodon.